# القطط المشفرة
القطط المشفرة أو الرقمية (بالإنجليزية: CryptoKitties) هي لعبة سلسلة الكتل على إيثريوم تم تطويرها بواسطة استوديو دابر لابس الكندي، التي تسمح للاعبين بشراء القطط الافتراضية وجمعها وتربيتها وبيعها. إنها واحدة من أولى المحاولات لنشر تقنية سلسلة الكتل (بلوكشين) للترفيه والتسلية. أدت شعبية اللعبة في ديسمبر 2017 إلى ازدحام شبكة إيثريوم، مما أدى إلى وصولها إلى أعلى مستوى على الإطلاق في عدد المعاملات وإبطائها بشكل كبير.

## مبدأ اللعب
يشتري اللاعبون القطط الافتراضية التي تتمتع بسمات بصرية مختلفة بمستويات ندرة متفاوتة، وتربيتها، والاتجار بها. يجب على اللاعبين شراء عملة إيثريوم للانضمام إلى اللعبة، وإنفاقها لأداء كل عملية تربية وتداول داخل اللعبة. القطط الافتراضية قابلة للتكاثر وتحمل رقمًا فريدًا وجينومًا مميزًا 256 بت مع الحمض النووي وسمات مختلفة يمكن نقلها إلى الأبناء.
تعمل اللعبة على شبكة البلوكشين الأساسية لإيثريوم، كل حيوان في اللعبة هو رمز غير قابل للاستبدال (NFT). كل منها فريد ومملوك من قبل المستخدم، ويمكن أن ترتفع قيمته أو تنخفض بناءً على السوق. يمكن للمستخدمين التفاعل مع الحيوانات الخاصة بهم، القطط الرقمية هي مملوكة لشركة أكسيوم زين، أصدرت الشركة بعض الأعمال الفنية بموجب ترخيص "Nifty" الجديد الذي يسمح للاعبين باستخدام صورة القطط الخاصة بهم بطريقة محدودة. تم بيع أول قطة مقابل 246.9255 إيثريوم (حوالي 117,712 دولارًا أمريكيًا) في 2 ديسمبر 2017.